# Каравай Павло Петрович
Павло Петрович Каравай (нар. 12 липня 1921, Смоленськ — пом. 5 лютого 2004, Київ) — радянський військовий льотчик, Герой Радянського Союзу (1945), у роки німецько-радянської війни командир ескадрильї 897-го винищувального авіаційного полку 288-ї винищувальної авіаційної дивізії 17-ї повітряної армії 3-го Українського фронту, капітан.

## Життєпис
Народився 12 липня 1921 року в Смоленську в родині службовця. У 1939 році закінчив залізничну школу №29, аероклуб. Працював у ньому льотчиком-інструктором.
У 1940 році призваний до лав Червоної Армії. У 1942 році закінчив Сталінградську військову авіаційну школу пілотів. У боях німецько-радянської війни з жовтня 1942 року. Воював на 3-му Українському фронті.
Указом Президії Верховної Ради СРСР від 18 серпня 1945 року за мужність і героїзм, проявлені в повітряних боях з німецько-фашистськими загарбниками капітану Павлу Петровичу Караваю присвоєно звання Героя Радянського Союзу з врученням ордена Леніна і медалі «Золота Зірка» (№ 6889).
Всього під час війни здійснив близько 200 бойових вильоти, в 40 повітряних боях збив особисто 10 і в групі 7 літаків супротивника.
Після закінчення війни продовжував службу у Військово-повітряних силах СРСР. У 1956 році закінчив Військово-повітряну академію. 
З 1973 року полковник П.П. Каравай - в запасі. Жив у Києві. Помер 5 лютого 2004 року. Похований у Києві на Лісовому кладовищі.